# Lihle Dhlomo
Lihle Dhlomo es una actriz sudafricana. Es conocida principalmente por sus papeles en películas y series de televisión como Seriously Single, The Harvesters, Between Friends: Ithala y HG's Shadow.

## Biografía
Dhlomo nació en 1990 en Gauteng, Sudáfrica.

## Carrera profesional
En 2011, realizó una gira por varias escuelas con la película Nothing But The Truth dirigida por Musa Dlamini. Más tarde protagonizó la obra teatral Abnormal Loads dirigida por Neil Coppen. La obra se representó en lugares como Grahamstown y Hilton Arts Festival, Market Theatre y Playhouse. En 2012, actuó en la obra Wizard of OZ como bailarina dirigida por Darren King. En 2012, resultó ganadora en la categoría Mejor Revelación en los Premios Durban Mercury Theatre. En 2013, fue nominada en los Premios Naledi Theatre en la categoría Mejor Actuación de una Actriz de Reparto.
Protagonizó la película de comedia Serively Single codirigida por Katleho Ramaphakela y Rethabile Ramaphakela, estrenada 31 de julio de 2020 en Netflix.
En 2020, se unió al elenco de la serie Durban Gen, interpretando a la obstetra-ginecóloga casada con el Jefe de Cirugía y mujeriego Dr. Thabo Dlamini (Meshack Mavuso).

## Filmografía
| Año  | Título                  | Rol                | Tipo                | Ref. |
| ---- | ----------------------- | ------------------ | ------------------- | ---- |
| 2014 | Between Friends: Ithala | Linda              | Película            |      |
| 2017 | HG's Shadow             | Mujer              | Cortometraje        |      |
| 2018 | The Harvesters          | Jefa de producción | Película            |      |
| 2020 | Seriously Single        | Pam                | Película            |      |
| 2020 | Durban Gen              | Dra Precious       | Serie de televisión |      |